# Pleasant Hope
Pleasant Hope – miasto w Stanach Zjednoczonych, w stanie Missouri, w hrabstwie Polk.